# Polská národní knihovna
Polská národní knihovna (polsky Biblioteka Narodowa) je centrální knihovna Polska. Knihovna je nejdůležitější polskou vědeckou knihovnou pro humanitní vědy, hlavním literární archivem a centrem informace o knihách a pro knihovny. Zřizovatelem je Ministerstvo kultury a národního kulturního dědictví.
Knihovna shromažďuje knihy, noviny a časopisy, elektronické a audiovizuální dokumenty, které byly vydány na polském území a také tzv. polonica – polské exteriorica, tj. zahraniční knihy které byly napsány Poláky, přeloženy z polštiny nebo týkají se Polska. Knihovna provozuje také nakladatelskou činnost – vydává knihy a tři vědecké časopisy: „Polish Libraries”, „Rocznik Biblioteki Narodowej” a „Notes Konserwatorski”.
Knihovna má právo na dva bezúplatné povinné výtisky periodických a neperiodických publikací vydaných na polském území.

## Historie
Historie Polské národní knihovny sahá 18. století (Knihovna Zaluských). Díky usnesení polského sněmu měla od začátku právo na jeden bezúplatný povinný výtisk každé knihy vydané na území tehdejšího polského státu. Po druhém dělení Polska byly sbírky knihovny zabaveny ruskou armádou a odeslány do Petrohradu, kde se v roce 1795 staly základem pro nově zřízenou Carskou veřejnou knihovnu. Část sbírky byla poškozena, zničena nebo odcizena v důsledku nesprávného zacházení během přepravy knih do Ruska.
Po obnovení samostatnosti v roce 1918 neexistovalo v Polsku mnoho centrálních institucí, včetně národní knihovny. Teprve 24. února 1928 roku byla nařízením prezidenta Ignacého Moścického zřízena Polská národní knihovna v její moderní podobě. Knihovna byla otevřena veřejnosti v roce 1930 a původně shromažďovala 200 000 položek. Jejím prvním ředitelem byl Stefan Demby, kterého nahradil Stefan Vrtel-Wierczyński v roce 1934. Sbírky knihovny se díky novým přírůstkům velmi rychle zvětšovaly. K příkladu prezident Mościcki věnoval Knihovně všechny knihy a rukopisy ze sbírky z paláce ve Wilanově, včetně 40 000 svazků a 20 000 kreseb z kolekce Stanislawa Kostka Potockého.
Národní knihovně chyběla v meziválečném období vlastní budova. V důsledku toho byly sbírky uchovávány v skladovacích prostorech v různých částech města. Hlavní studovna se nacházela v budově nově postavené knihovny Varšavské ekonomické školy. Speciální sbírky byly v roce 1935 umístěny v Paláci Potockých ve Varšavě. Plány stavby nového sídla Knihovny přerušil německý útok proti Polsku, který zahájil druhou světovou válku v Evropě.
Před druhou světovou válkou k sbírkám knihovny patřilo:
- 6,5 milionů knih a časopisů z 19. a 20. století
- 3 000 starých tisků 2 200 inkunábulí
- 52 000 rukopisů mapy, hudebniny a grafické dokumenty

V roce 1940 přejmenovali Němečtí okupanti Národní knihovnu na Městskou knihovnu ve Varšavě a změnili její organizační strukturu:
- Oddělení knih pro Němce (v budově Univerzitní knihovny Varšavské univerzity)
- Zakázané oddělení obsahující knihy nedostupné pro čtenáře (v tehdejším hlavním sídle Knihovny v dnešní budově Varšavské ekonomické školy)
- Všechny speciální sbírky patřící různým varšavským knihovnám a institucím byly shromážděny v Paláci Krasinských

Speciální sbírky byly v roce 1944 spáleny jako perzekuce po skončení Varšavského povstání. 80 000 starých tisků, včetně bezcenných polských exteriorik z 16.–18. století, 26 000 rukopisů, 2 500 inkunábulí, 10 000 kreseb a grafik, 50 000 hudebnin a divadelních dokumentů bylo zničeno. Podle poválečných odhadu z původních 6 milionů svazků, které vlastnily varšavské knihovny v roce 1939, bylo během druhé světové války zničeno nebo ztratilo se kolem 3,6 milionů svazků, z čeho většina patřila Národní knihovně.
Knihovna obnovila činnost v roce 1945. Do Polska se postupně vrátily sbírky vyvezené do Německa a Rakouska a také pozůstalosti jiných sbírek, mezi jiné Knihovny Krasinských a Przezdzieckých. V roce 1959 se z Kanady vrátily jedny z nejstarších polsky psaných památek Svatokřížská kázání, Žaltář florianský a Chopinovy rukopisy.
V letech 1962–1976 byl pro Knihovnu vznesen nový komplex budov na adrese aleje Niepodległości 213.

## Sbírky
Sbírky Polské národní knihovny patří k nejvýznamnějším v Polsku. Mezi více než 8 500 000 položek, které byly shromážděny ve skladech knihovny na konci roku 2016, se nacházelo více než 162 000 svazků starých tisků, více než 26 000 rukopisů (včetně 7 000 hudebních rukopisů), více než 120 000 hudebnin a také 485 000 grafik.
V Knihovně se nacházejí také fotografie a jiné grafické dokumenty, více než 130 000 atlasů a map, 2 000 000 příležitostných tisků, 2 000 000 knih a 1 000 000 novin a časopisů z 19. a 20. století.
K nejvýznamnějším položkám ve sbírce patří 151 listů Codexu Suprasliensis, který je zapsán do Registru UNESCO Paměť světa v roce 2007 jako výraz uznání jeho nadnárodního a nadregionálního významu.
Od roku 2012 Knihovna sděluje část svých bibliografických záznamů v katalogu Worldcat.